# Jan Polák
Jan Polák (* 14. března 1981, Brno) je bývalý český fotbalový záložník, který naposledy působil v moravském klubu 1. SK Prostějov. Je to také bývalý reprezentant České republiky, mistr Evropy hráčů do 21 let z roku 2002. Jeho bratrem je fotbalista Zdeněk Polák.

## Klubová kariéra
S fotbalem začínal v Bohunicích a ve věku deseti let přešel do Zbrojovky Brno. V první lize debutoval již v sedmnácti letech pod trenérem Karlem Večeřou (prohra Brna v Drnovicích 0:4). První ligový gól vstřelil v září 1999 ze třiceti metrů Spartě Praha, čímž čtyři minuty před koncem zařídil remízu 1:1. Brzy se stal osobností brněnského mužstva.[zdroj?] V osmnácti letech debutoval v seniorské reprezentaci proti Polsku, stal se do té doby nejmladším fotbalistou v českém reprezentačním A-týmu. V roce 2002 se stal mistrem Evropy do 21 let a v srpnu přestoupil do Slovanu Liberec, který byl tehdy čerstvě ligovým šampionem. Po vydařené sezóně 2004/05 odešel do Norimberku za více než 1 milión euro a po pěti letech se vrátil do reprezentace, se kterou vybojoval postup na Mistrovství světa ve fotbale 2006. V Norimberku vyhrál německý fotbalový pohár (DFB-Pokal) v sezóně 2006/07.
Počátkem srpna 2007 se Polák přestěhoval do belgického Anderlechtu, se kterým získal jak národní pohár tak i ligový titul. Po čtyřech sezonách strávených v Belgii přestoupil do německého klubu VfL Wolfsburg. Trenér Felix Magath mu nedával mnoho příležitostí, ale po jeho odvolání se Polák stal opět členem základní sestavy. V sezóně 2011/12 se v klubu potkal s dalším českým reprezentantem Petrem Jiráčkem. V posledním kole Bundesligy sezóny 2012/2013, které se hrálo 17. května 2013, vstřelil gól proti Eintrachtu Frankfurt (remíza 2:2). Po sezóně 2013/2014, v níž vlivem zranění kotníku absentoval v soutěžních zápasech téměř tři měsíce, skončila Polákovi ve Wolfsburgu smlouva a klub s ním další již nepodepsal. Přestoupil tak do klubu 1. FC Norimberk, kde již v minulosti působil. V létě 2016 mu v klubu skončila smlouva a rozhodl se tak přijmout nabídku svého bývalého klubu FC Zbrojovka Brno, kam se vrátil po dlouhých čtrnácti letech.
Svou kariéru ukončil v září 2020 po dvouletém působení v 1. SK Prostějov.

## Reprezentační kariéra

### Mládežnické výběry
Jan Polák reprezentuje Českou republiku už od kategorie do patnácti let. Vrchol jeho mládežnické kariéry přišel v roce 2002, kdy s českým týmem získal titul mistra Evropy v kategorii do 21 let. Zúčastnil se Mistrovství světa ve fotbale hráčů do 20 let 2001 v Argentině, kde ČR prohrála ve čtvrtfinále 0:1 s Paraguayí.
S týmem do 23 let se zúčastnil Letních olympijských her 2000 v Austrálii, kde české mužstvo obsadilo se 2 body za dvě remízy poslední čtvrté místo v základní skupině C.
Bilance Jana Poláka:
- reprezentace do 15 let: 20 utkání (13 výher, 3 remízy, 4 prohry, 0 vstřelených gólů)
- reprezentace do 16 let: 25 utkání (11 výher, 8 remíz, 6 proher, 2 vstřelené góly)
- reprezentace do 18 let: 10 utkání (4 výhry, 3 remízy, 3 prohry, 1 vstřelený gól)
- reprezentace do 20 let: 5 utkání (2 výhry, 1 remíza, 2 prohry, 0 vstřelených gólů)
- reprezentace do 21 let: 46 utkání (25 výher, 11 remíz a 10 proher, 0 vstřelených gólů)

#### Mistrovství Evropy hráčů do 21 let 2000
V základní skupině A Mistrovství Evropy hráčů do 21 let v roce 2000 konaném na Slovensku se česká reprezentace střetla postupně s celky Španělska, Nizozemska a Chorvatska. Do finále postupoval vítěz skupiny, druhý tým skupiny se kvalifikoval do zápasu o bronz. Prvního remízového zápasu se Španělskem (1:1) se Polák účastnil pouze do 41. minuty, pak byl střídán. Ve druhém zápase v Trenčíně proti Nizozemsku (výhra ČR 3:1) nehrál. V posledním utkání skupiny 1. června proti Chorvatsku šel na hřiště v 89. minutě, utkání skončilo výhrou českého družstva 4:3 a postupem do finále proti Itálii. Ve finále jej poslal trenér Karel Brückner do zápasu v 80. minutě, český tým nakonec prohrál gólem Pirla 1:2. Jan Polák získal s týmem stříbrné medaile.

#### Mistrovství Evropy hráčů do 21 let 2002
Zúčastnil se Mistrovství Evropy hráčů do 21 let v roce 2002 ve Švýcarsku, kde česká reprezentační jedenadvacítka vyhrála svůj premiérový titul, když ve finále porazila Francii na pokutové kopy.
V prvním zápase základní skupiny B 16. května prohrála česká reprezentace s Francií 0:2, trenér Miroslav Beránek Poláka nenasadil. 19. května následoval zápas s Belgií konaný v Ženevě, Jan tentokrát nastoupil do druhého poločasu za Lukáše Zelenku, střetnutí skončilo výsledkem 1:0 pro ČR. V posledním zápase skupiny proti Řecku absolvoval kompletní utkání, které dospělo k remíze 1:1.
V semifinále 25. května narazil český výběr na tým Itálie. V 9. minutě prodloužení vstřelil Pospíšil zlatý gól na 3:2 a zajistil svému týmu účast ve finále. Do tohoto střetnutí Jan zasáhl až od 70. minuty. Ve finále 28. května se ČR opět střetla s Francií. Tentokrát gól v řádné hrací době ani v prodloužení nepadl a musely rozhodnout pokutové kopy. Polák se objevil na hřišti od 81. minuty a na konci mohl slavit se spoluhráči titul.

### A-mužstvo

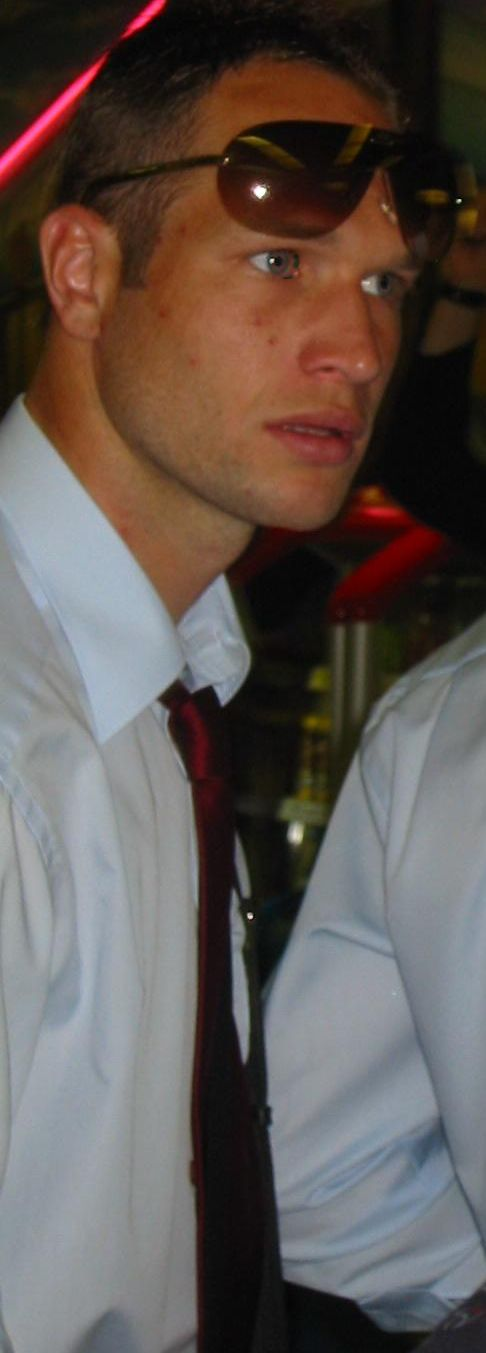
Jan Polák

28. dubna 1999 v osmnácti letech debutoval Jan Polák v českém reprezentačním A-týmu. Šlo o přátelské utkání proti domácímu Polsku, Polák se dostal na hřiště v 75. minutě, kdy za stavu 2:0 pro domácí tým střídal Martina Čížka. Utkání skončilo vítězstvím polského celku 2:1. Polští fanoušci jej díky jeho příjmení přivítali mohutným aplausem.
Po další nominaci v roce 2000 trvalo 5 let, než byl do národního týmu opět nominován. Po svém návratu dne 9. února 2005 zaznamenal Jan Polák také svůj první gól v národním týmu a pomohl svému celku k vítězství v přátelském utkání nad domácím Slovinskem 3:0.
Již v příštím utkání dne 26. března 2005 skóroval Polák znovu, česká reprezentace tehdy vyhrála 4:3 nad Finskem v kvalifikaci na Mistrovství světa 2006. Také v zápase dne 4. června 2005 proti Andoře (8:1) dokázal skórovat. Prosadil se i v kvalifikačním utkání s Arménií (4:1) 7. října 2005, když skóroval dokonce dvakrát. Dne 27. října 2006 zaznamenal šestou branku při výhře nad San Marinem (výhra ČR 7:0). Poslední gól dal 25. května 2010 v přátelském utkání proti domácím Spojeným státům americkým, ČR zvítězila 4:2.
Účast na šampionátech:
- MS 2006 v Německu
- ME 2008 v Rakousku a Švýcarsku

#### Mistrovství světa 2006
Na MS 2006 se střetla česká reprezentace v základní skupině E postupně s USA, Ghanou a Itálií. První zápas 12. června 2006 proti USA vyhrál český tým jednoznačně 3:0, Polák střídal v 82. minutě Karla Poborského. 17. června 2006 přichází prohra 0:2 s týmem Ghany, Polák nastoupil v úvodu druhého poločasu. 22. června prohrává česká reprezentace stejným poměrem i poslední zápas základní skupiny s Itálií a s turnajem se loučí na nepostupovém třetím místě se ziskem 3 bodů za Itálií a Ghanou. Jan Polák obdržel v 35. minutě žlutou kartu a v závěru 1. poločasu dostal červenou kartu a byl vyloučen. To vyvolalo značnou kritiku fanoušků a novinářů, kteří přisuzovali vinu za porážku právě jemu. Trenér Brückner vyloučení komentoval slovy: „Pro Polákův přestupek nemám omluvu.“

#### EURO 2008
Na ME 2008 ve Švýcarsku a Rakousku byl český tým nalosován do základní skupiny A se Švýcarskem, Portugalskem a Tureckem. V prvním zápase (zahajovací utkání šampionátu) proti Švýcarsku odehrál Polák kompletní počet minut, utkání skončilo vítězstvím ČR 1:0. Ve druhém utkání s Portugalskem rovněž nestřídal, ve 22. minutě dostal žlutou kartu. Český celek prohrál 1:3. Ve třetím utkání s Tureckem, v němž se oba celky utkaly o přímý postup do čtvrtfinále byl Polák u kolapsu českého týmu, který nedokázal v závěru udržet náskok 2:0 a prohrál výsledkem 2:3. Do další fáze turnaje postoupilo Portugalsko společně s Tureckem.

### Reprezentační góly a zápasy

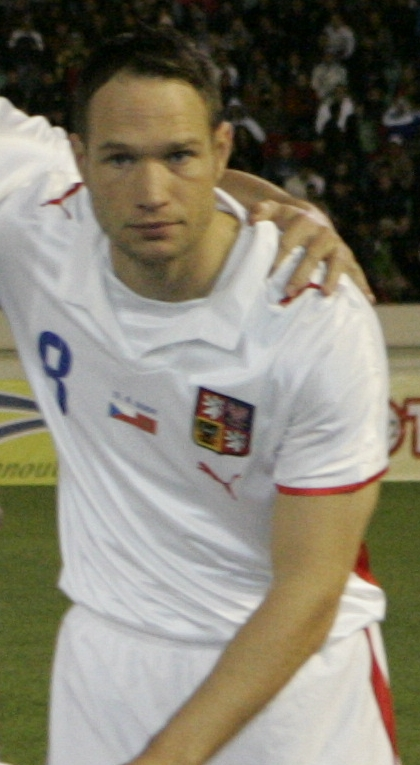
Jan Polák v českém reprezentačním dresu.

Zápasy Jana Poláka v A-mužstvu české reprezentace 
| Rok    | Zápasy | Góly |
| ------ | ------ | ---- |
| 1999   | 1      | 0    |
| 2000   | 1      | 0    |
| 2005   | 12     | 5    |
| 2006   | 12     | 1    |
| 2007   | 8      | 0    |
| 2008   | 10     | 0    |
| 2009   | 4      | 0    |
| 2010   | 7      | 1    |
| 2011   | 2      | 0    |
| Celkem | 57     | 7    |

Góly Jana Poláka za A-mužstvo české reprezentace 
| Gól | Datum       | Stadion                        | Soupeř     | Skóre (min.) | Výsledek | Soutěž                   |
| --- | ----------- | ------------------------------ | ---------- | ------------ | -------- | ------------------------ |
| 010 | 09. 2. 2005 | Arena Petrol, Celje, Slovinsko | Slovinsko  | 00:30 (79.)  | 0:3      | přátelské utkání         |
| 02  | 26. 3. 2005 | Na Stínadlech, Teplice         | Finsko     | 03:10 (58.)  | 4:3      | Kvalifikace na MS 2006   |
| 03  | 04. 6. 2005 | Stadion u Nisy, Liberec        | Andorra    | 07:10 (86.)  | 8:1      | Kvalifikace na MS 2006   |
| 04  | 07. 9. 2005 | Andrův stadion, Olomouc        | Arménie    | 02:00 (52.)  | 4:1      | Kvalifikace na MS 2006   |
| 05  | 07. 9. 2005 | Andrův stadion, Olomouc        | Arménie    | 04:00 (76.)  | 4:1      | Kvalifikace na MS 2006   |
| 06  | 7. 10. 2006 | Stadion u Nisy, Liberec        | San Marino | 02:00 (22.)  | 7:0      | Kvalifikace na EURO 2008 |
| 07  | 25. 5. 2010 | Rentschler Field, USA          | USA        | 01:2 0(58.)  | 2:4      | přátelské utkání         |

## Úspěchy

### Klubové
1. FC Norimberk
- 1× vítěz německého poháru (2006/07)

RSC Anderlecht
- 1× vítěz belgické ligy (2009/10)
- 1× vítěz belgického poháru (2008)
- 1× vítěz belgického Superpoháru (2010)

### Reprezentační
- 2× účast na ME do 21 let (2000 - 2. místo, 2002 - 1. místo)
- 1× účast na MS (2006 - základní skupina)
- 1× účast na ME (2008 - základní skupina)
- 1× účast na LOH (2000 - základní skupina)